# Gyula Szőreghy
Gyula Szőreghy (n. 30 noiembrie 1883, Budapesta, Austro-Ungaria – d. 22 decembrie 1942, Budapesta, Regatul Ungariei) a fost un actor și regizor de film maghiar.

## Biografie
A debutat ca actor de teatru în aprilie 1902, făcând parte mai întâi din trupa lui Ignác Krecsányi și apoi jucând pe scena Teatrului Maghiar din Pesta. În iulie 1910 a intrat în trupa lui Ferenc Szabó, apoi în cea a lui Kálmán Mezei și a jucat în filme în perioada 1914-1918. Din 1918 a fost director economic al companiei maghiare de producție de film Corvin. În anii 1920 a lucrat la Berlin. A revenit în Ungaria în 1934 și din 1939 a jucat în mai multe filme maghiare.

## Viața privată
S-a căsătorit în decembrie 1913 cu actrița René Sellő (1888-?).

## Filmografie

### Ca actor
- Házasodik az uram (1913)
- Az aranyásó (1914)
- A becsapott újságíró (1914)
- Elnémult harangok (1916)
- Lotti ezredesei (1916)
- A szerencse fia (1917)
- Mire megvénülünk (1917)
- Omul de aur (1919)
- Twist Olivér (1919)
- A dada (1919)
- Fehér rózsa (1919)
- Lélekidomár (1919)
- A csodagyerek (1920)
- Elnémult harangok (1922)
- Szodoma és Gomorra (1922)
- Az ifjú Medardus (1923)
- Leánybecsület (1923)
- Csak nővel ne! (1924)
- Megölöm ezt a Hacsekot! (1932)
- Ember a híd alatt (1936)
- Szenzáció (1936)
- Viki (1937)
- Fekete gyémántok I.-II. (1938)
- Borcsa Amerikában (1938)
- Döntő pillanat (1938)
- Azurexpress (1938)
- A pusztai királykisasszony (1938)
- Karosszék (1939)
- Tökéletes férfi (1939)
- Szervusz, Péter! (1939)
- Az utolsó Wereczkey (1939)
- Két lány az utcán (1939)
- Áll a bál (1939)
- Fűszer és csemege (1940)
- Mindenki mást szeret (1940)
- Göre Gábor visszatér (1940)
- Dankó Pista (1940)
- Elnémult harangok (1940)
- Csákó és kalap (1940)
- Gorodi fogoly (1940)
- Cserebere (1940)
- Akit elkap az ár (1940)
- A beszélő köntös (1941)
- Európa nem válaszol (1941)
- Néma kolostor (1941)
- Édes ellenfél (1941)
- Leányvásár (1941)
- Szűts Mara házassága (1941)
- Ne kérdezd, ki voltam (1941)
- Három csengő (1941)
- Kölcsönkért férjek (1941)
- Szabotázs (1941)
- Egy éjszaka Erdélyben (1941)
- Az ördög nem alszik (1941)
- Háry János (1941)
- Lelki klinika (1941)
- Életre ítéltek! (1941)
- Régi keringő (1941)
- A régi nyár (1941)
- Kádár kontra Kerekes (1942)
- Bajtársak (1942)
- Gyávaság (1942)
- Kétezerpengős férfi (1942)
- Fráter Loránd (1942)
- Egér a palotában (1942)
- Szeptember végén (1942)
- Miért? (1943)
- Csalódás (1943)
- Ha szeretsz, elvehetsz! (1943)

### Ca regizor
- Ifjabb Fromont és idösebb Risler (1919)
- Amit az öregek is megkívánnak (1934)

## Legături externe
- Szőreghy Gyula Arhivat în 6 ianuarie 2010, la Wayback Machine.
- Filmkatalógus.hu
- Magyar Nemzeti Digitális Archívum